# Bracharoa bistigmigera
Bracharoa bistigmigera är en fjärilsart som beskrevs av Butler 1896. Bracharoa bistigmigera ingår i släktet Bracharoa och familjen tofsspinnare. Inga underarter finns listade i Catalogue of Life.